# Herbertia hauthalii
Herbertia hauthalii är en irisväxtart som först beskrevs av Carl Ernst Otto Kuntze, och fick sitt nu gällande namn av Karl Moritz Schumann. Herbertia hauthalii ingår i släktet Herbertia och familjen irisväxter. Inga underarter finns listade i Catalogue of Life.